# 飯田尊継
飯田 尊継（いいだ たかつぐ）は、戦国時代から安土桃山時代にかけての武士。小早川氏の家臣。

## 略歴
公家出身と伝わる。下向した安芸国で小早川隆景に仕える。小早川家文書にある正月の座配立書において、天正4年（1576年）では、上座から11番目に記されている。天正10年（1582年）には三原城下の整備に携わり、隆景の命で磯兼景道や粟屋元利と共に5日に一度、交代で城下を巡回した。安芸沼田新庄、本郷、小坂郷、長門国舟木、周防国大崎等33貫900文余りを宛がわれた。
子・景利は隆景没後、毛利氏家臣に編入された。